# Picralima
Picralima là chi thực vật có hoa trong họ Apocynaceae.